# Sint-Antonius van Paduakerk (Calais)
De Sint-Antonius van Paduakerk (Église Saint-Antoine de Padoue) is een rooms-katholiek kerkgebouw in de stad Calais.

## Geschiedenis
Het Fort-Nieulay had al in de 16e eeuw een parochie, welke het garnizoen van het fort bediende. Er was, binnen het fort, een aan de Heilige Lodewijk gewijde kapel. Ook de inwoners van Coquelles gingen hier wel ter kerke. Tot 1792 werd de kapel bediend door een aalmoezenier.
In de loop van de 19e eeuw nam de bevolking in dit gebied toe, vooral door de aanleg van het eerste spoorwegstation te Calais, in 1848.
In 1894 werd een kapel in deze wijk gebouwd, maar pas in 1907 splitste de parochie zich daadwerkelijk af van de Heilig Hartparochie. Een nieuwe kerk kwam pas in 1934 gereed. Het is een klein, eenbeukig neogotisch gebouw in rode en gele baksteen. Het portaal is in de stijl van de 13e eeuw. De klok bevindt zich in een klokkenmuur boven de ingang.